# Gypsoplacaceae
Gypsoplacaceae Timdal (1990) es una familia de líquenes crustáceos del orden Lecanorales. La única especie del único género de esta familia, Gypsoplaca macrophylla, posee un talo crustáceo a escamoso de color pardo con ascocarpos no delimitados en el córtex e himenio con parafisis muy característicos aunque no exclusivos de este grupo. Este ascocarpo se forma a partir del córtex donde las hifas ascógenas se transforman en ascas claviformes. Los recientes estudios filogenéticos basados en el análisis de las secuencias de ADN del hongo simbionte sitúan a este grupo en la base evolutiva de su orden siendo un probable antecesor de Parmeliaceae.